# Pop ipnagogico
Per pop ipnagogico (dall'inglese hypnagogic pop), anche noto come glo-fi e chillwave, si intende uno stile di musica elettronica nato nel 2011.
Il termine è stato coniato dal giornalista David Keenan che lo ha definito "musica pop rifratta attraverso il ricordo di un ricordo".

## Caratteristiche
Sebbene seguano indirizzi stilistici diversi, gli artisti del pop ipnagogico sono tutti accomunati dalla necessità di ri-contestualizzare l'immaginario degli anni ottanta in un'ottica nostalgica e deteriorata dalla memoria. Si ispirano a molte espressioni sonore del periodo fra cui la new age, lo yacht rock, le colonne sonore hollywoodiane d'epoca, la disco e il funk, sempre adottando un'ottica kitsch e postmoderna debitrice della pop art. Molti sostengono che il pop ipnagogico sia l'equivalente statunitense dell'hauntology britannica.

## Artisti
James Ferraro viene ricordato come il pioniere dello stile grazie a vari album all'insegna di un pop sperimentale che confina con il noise e la new age e che tenta di tradurre in musica le impressioni di una giornata estiva californiana durante gli anni ottanta. Altri artisti, come Ariel Pink e i Neon Indian, flirtano con il pop a bassa fedeltà mentre altri esponenti, come Oneohtrix Point Never e gli Emeralds, rievocano la musica per videogiochi e il rock cosmico facendo un massiccio uso di sintetizzatori. Oltre ai sopracitati artisti, coloro che hanno seguito la scia del pop ipnagogico includono gli Skaters, di cui ha fatto parte lo stesso James Ferraro, Memory Tapes, Sun Araw, gli Hype Williams, Zola Jesus, Ducktails e l'italiano Polysick.